# Massimo Magrì
Massimo Magrì (* 25. August 1940 in Mailand) ist ein italienischer Industrie- und Werbefilmer.
Magrì kam 1960 zur „Slogan Film“, die Werbung produzierte und drehte zwei Jahre später mit Alberto Cavallone einen Dokumentarfilm über den Algerienkrieg. Nach weiteren Stationen für Werbefilmgesellschaften gründete er 1968 die Politecne Cinematografica s.p.a., deren Präsident er bis 1992 war. Seit 2002 lehrt er im Fachbereich Design und Kunst an der Architektur-Universität IUAV in Venedig.
Magrì drehte zahlreiche Kurz-, Dokumentar-, Industrie- und Werbefilme; für letztere wurde er mehrfach ausgezeichnet. 1971 war sein einziger Spielfilm Passato remoto bei den Filmfestspielen von Venedig eingeladen. 1982 drehte er eine Fernsehserie. 2008 erntete sein Film über Caravaggio Lob der Kritik, vor allem für die gelungene Nachempfindung der Lichtgestaltung.

## Filmografie (Auswahl)
- 1971: Passato remoto
- 2008: Caravaggio – Magier des Lichtes (Il misterio di Caravaggio)